# Probithia quadrimaculata
Probithia quadrimaculata är en fjärilsart som beskrevs av W. Warren 1898. Probithia quadrimaculata ingår i släktet Probithia och familjen mätare. Inga underarter finns listade i Catalogue of Life.